# Björn Rehnquist
Björn Rehnquist (* 5. Januar 1978 in Borås) ist ein ehemaliger schwedischer Tennisspieler.

## Karriere
Rehnquist war bereits als Junior erfolgreich. Er kam bei allen Grand-Slam-Turnieren mindestens in die dritte Runde. 1996 gewann er die Australian Open und stand im Finale der French Open, das er gegen Alberto Martín verlor. Am Jahresende erreichte er mit dem 3. Rang seine beste Platzierung als Junior.
Im Juli 1996 gab er sein Debüt bei den Profis auf der ATP World Tour, als er in Båstad eine Wildcard für das Einzelfeld bekam. Ab 1998 spielte Rehnquist regelmäßig Turniere auf der Profitour, zu Beginn seiner Karriere hauptsächlich auf der unterklassigen ITF Future Tour, auf der er insgesamt drei Einzel- und fünf Doppeltitel gewann. Das Jahr 2001 begann für ihn mit dem Gewinn eines Futuretitels im Einzel und einem weiteren Finale. Auf der nächsthöheren ATP Challenger Tour gewann er die Einzelkonkurrenz in Hamilton, nachdem er bei seinen bisherigen Auftritten noch kein Spiel gewonnen hatte. Dadurch verbesserte er sich in der Weltrangliste, sodass er regelmäßig bei Turnieren der Challenger Tour teilnehmen konnte. Ein Jahr später gewann er in Burbank an der Seite von Louis Vosloo seinen einzigen Doppeltitel. Sein Grand-Slam-Debüt gab Rehnquist 2002 bei den US Open. Nach erfolgreicher Qualifikation schied er in der ersten Runde gegen Gastón Etlis in drei Sätzen aus. Auf der Challenger Tour zog er immer häufiger ins Halbfinale ein, wodurch er am Jahresende mit dem 146. Rang seine beste Platzierung erreichte.
2003 gelang ihm mit dem 345. Rang seine beste Notierung im Doppel, während er sich im Einzel um den 200. Rang bewegte. Im September 2004 spielte er für ein halbes Jahr kein Turnier mehr, weshalb er in der Weltrangliste aus den Top 700 fiel. Unter anderem durch seinen dritten Einzeltitel in Helsinki verbesserte er sich bis 2006 wieder auf den 260. Rang. Er qualifizierte sich 2006 das erste Mal für die Australian Open. In der ersten Runde traf er auf Radek Štěpánek, die damalige Nummer 20 der Welt, gegen den er in drei Sätzen ausschied. Er nahm wieder regelmäßig an Challenger-Turnieren teil, ohne zunächst über das Viertelfinale hinauszukommen. Im Doppel zog er in Cardiff ins Finale ein, in der Folgezeit kam er nicht mehr über die zweite Runde hinaus.
2008 wurde für Rehnquist ein erfolgreiches Jahr. In Guangzhou besiegte er im Finale den Thailänder Danai Udomchoke in drei Sätzen und feierte seinen vierten Challengertitel. Sein größter Erfolg auf der ATP World Tour wurde der Viertelfinaleinzug in Båstad. Nach gewonnenem ersten Satz musste er sich der Nummer 2 des Turniers Fernando Verdasco in drei Sätzen geschlagen geben. In der Folgewoche gewann Rehnquist seinen letzten Titel auf der Challenger Tour. In Manchester spielte er sich ohne Satzverlust ins Finale, wo er in drei Sätzen den Lokalmatadoren Richard Bloomfield besiegte. Dies sollte der letzte große Erfolg für ihn bleiben. Er qualifizierte sich 2009 erneut für die Australian Open, war jedoch gegen den Top-10-Spieler Andy Roddick chancenlos und verlor 0:6, 2:6, 2:6. Auf der Challenger Tour kam er nicht mehr über das Viertelfinale hinaus, wodurch er seine Platzierung in der Weltrangliste nicht halten konnte. Nach einer Niederlage in der Qualifikation für das Turnier in Båstad beendete er seine aktive Karriere.

## Erfolge
| Legende (Anzahl der Siege)  |
| Grand Slam                  |
| ATP World Tour Finals       |
| ATP World Tour Masters 1000 |
| ATP World Tour 500          |
| ATP World Tour 250          |
| ATP Challenger Tour (6)     |

### Einzel

#### Turniersiege
| Nr. | Datum             | Turnier       | Belag         | Finalgegner        | Ergebnis       |
| --- | ----------------- | ------------- | ------------- | ------------------ | -------------- |
| 1.  | 25. März 2001     | Hamilton      | Hartplatz     | Martin Lee         | 3:6, 6:2, 6:0  |
| 2.  | 14. Juni 2003     | Atlantic City | Hartplatz     | Jeff Salzenstein   | 6:4, 6:4       |
| 3.  | 20. November 2005 | Helsinki      | Hartplatz (i) | Tomáš Cakl         | 7:62, 7:64     |
| 4.  | 3. Februar 2008   | Guangzhou     | Hartplatz     | Danai Udomchoke    | 2:6, 7:64, 6:2 |
| 5.  | 20. Juli 2008     | Manchester    | Rasen         | Richard Bloomfield | 7:68, 0:6, 6:3 |

### Doppel

#### Turniersiege
| Nr. | Datum            | Turnier | Belag     | Partner      | Finalgegner              | Ergebnis  |
| --- | ---------------- | ------- | --------- | ------------ | ------------------------ | --------- |
| 1.  | 20. Oktober 2002 | Burbank | Hartplatz | Louis Vosloo | Daniel Melo Iván Miranda | 7:66, 6:1 |